# Karosa B 741

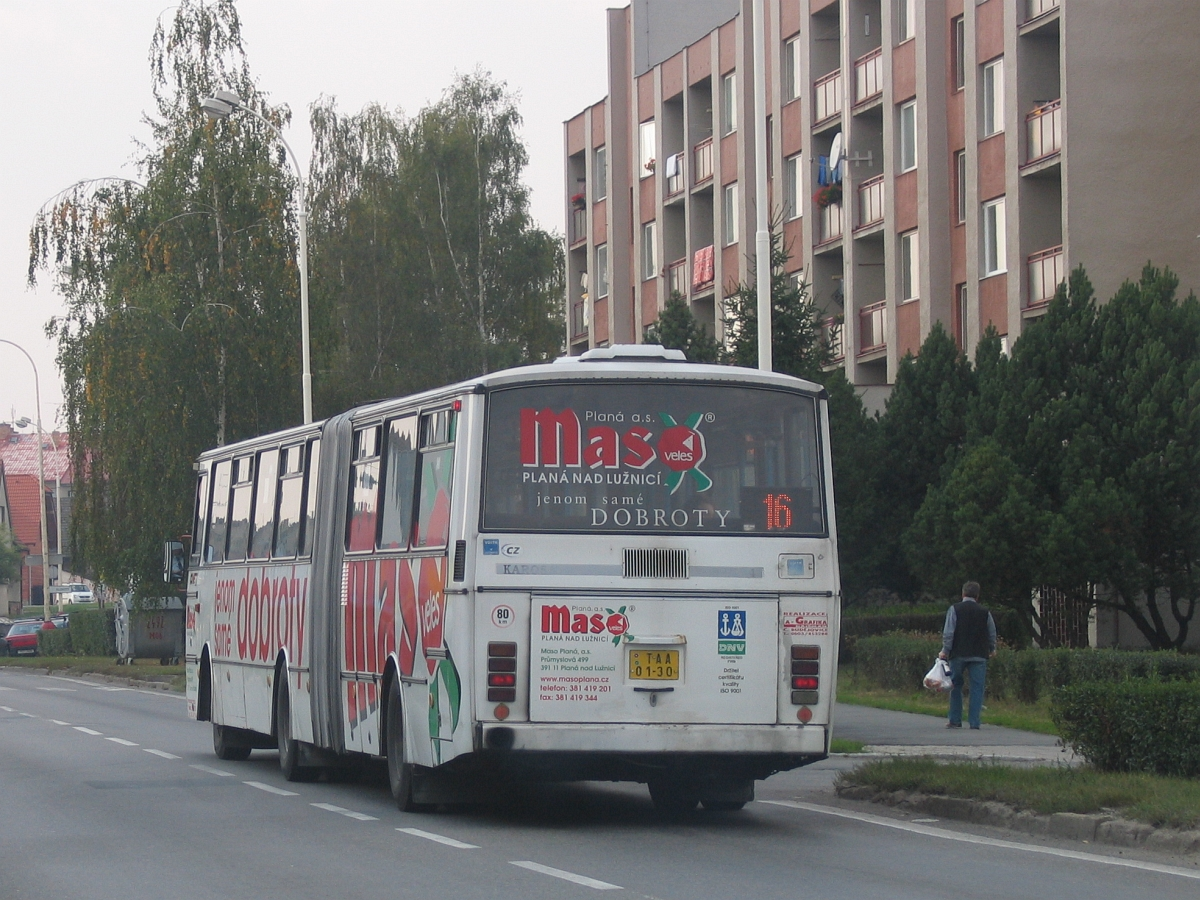
Vůz Karosa B 741 dopravce Comett Plus v Táboře

Karosa B 741 je městský kloubový autobus vyráběný společností Karosa Vysoké Mýto v letech 1991 až 1997. V mnohých městech vystřídal starší, již nevyhovující maďarské vozy typu Ikarus 280.

## Konstrukce
Autobusy B 741 vycházejí z meziměstského kloubového vozu Karosa C 744 a také jsou maximálně unifikovány s městskými standardními typy B 731 a B 732. Jedná se tedy o třínápravový autobus, který se skládá ze dvou částí. Ty jsou navzájem spojeny kloubem a krycím měchem. Vozy mají polosamonosnou karoserii panelové konstrukce a motor umístěný za zadní nápravou, v prostoru zadního panelu (hnací byla právě zadní náprava). V pravé bočnici se nacházejí čtvery dvoukřídlé výklopné dveře pro cestující (první a poslední jsou užší než ty střední). Příčně umístěná sedadla jsou potažená koženkou a jsou rozmístěna 1+2, nad nápravami 2+2.

## Výroba a provoz
Prototyp autobusu B 741 vznikl přestavbou linkového vozu Karosa C 744 v roce 1991. Ještě koncem téhož roku byla zahájena sériová výroba, která pokračovala do roku 1997. Největšími provozovateli městských kloubových autobusů řady 700 se staly dopravní podniky v Praze (174 kusů) a Bratislavě (107 vozů). Celkem bylo mezi lety 1991 a 1997 vyrobeno 620 autobusů Karosa B 741 (včetně prototypu).
Na výrobu typu B 741 navázal v roce 1997 model Karosa B 841, což byl de facto stejný autobus s několika úpravami, který byl určen pro východní trhy, kam zpočátku nemohly být dodávány autobusy Karosa B 941.
Ve druhém desetiletí 21. století byl v českých městech provoz těchto autobusů, i vzhledem k jejich věku, postupně ukončen. Například v Praze dojezdily v červnu 2015. V Česku zůstal od roku 2015 poslední vůz typu B 741 v běžném provozu v Českých Budějovicích, kde byl na pravidelnou linku naposledy vypraven 12. listopadu 2021. Na Slovensku byly poslední vozy B 741 vypravovány na linky v Bratislavě (všechny rekonstruované s pohonem na CNG), z nichž zbylých osm autobusů bylo odstaveno 26. listopadu 2021. Rozlučkovou akci s nimi uspořádal Dopravný podnik Bratislava 2. dubna 2022, po níž následovalo závěrečné vypravení dvou vozů B 741 na několik pravidelných večerních spojů trolejbusové linky č. 44.

## Podtypy
- Karosa B 741.1908 - vybavena motorem LIAZ s automatickou převodovkou ZF4 HP500
- Karosa B 741.1910 - vybavena motorem MAN. Určena pro Rusko.
- Karosa B 741.1912 - vybavena motorem LIAZ s automatickou převodovkou ZF 4 HP500
- Karosa B 741.1914 - vybavena motorem MAN s automatickou převodovkou ZF 4 HP500
- Karosa B 741.1916 - vybavena motorem LIAZ s automatickou převodovkou Voith
- Karosa B 741.1918 - vybavena motorem Renault s automatickou převodovkou ZF4 HP500
- Karosa B 741.1920 - vybavena motorem MAN. Určena pro Rusko.
- Karosa B 741.1922 - vybavena motorem LIAZ Euro II a automatickou převodovkou ZF4 HP500
- Karosa B 741.1924 - vybavena motorem LIAZ Euro II a automatickou převodovkou Voith
- Karosa B 741.1926 - vybavena motorem LIAZ Euro II a automatickou převodovkou ZF5 HP500, byla vyrobena pouze v počtu jednoho kusu a ten byl do roku 2010 provozován na linkách MHD Havířov.

## Historické vozy
- Dopravní podnik města Brna (vůz ev. č. 2315) r. v. 1995
- Dopravní podnik města České Budějovice (vůz ev. č. 127) r. v. 1995
- Dopravný podnik Bratislava (vozy ev. č. 1306 a 2653) r. v. 1991 a 1992[5][6]
- občanské sdružení Za záchranu historických autobusů a trolejbusů Jihlava (ex DP Děčín ev. č. 209 a 211)[7] [8]
- soukromý sběratel (ex Dopravný podnik mesta Žiliny ev. č. 113)
- soukromý sběratel (ex DP Praha ev. č. 6116)
- soukromý sběratel (ex DP Praha ev. č. 6147)
- soukromý sběratel (ex DP Praha ev. č. 6150)
- soukromý sběratel (ex DP Praha ev. č. 6156)
- soukromý sběratel (ex DP Prešov ev. č. 320)[9]
- soukromý sběratel (ex DP Děčín ev. č. 228)
- soukromý sběratel (ex Veolia Transport Morava)[10]
- soukromý sběratel (ex DP Bratislava ev. č. 2649) r. v. 1995[11]
- Slezská dopravní a strojní (ex DP Bratislava ev. č. 2646) r. v. 1995 [12]